# Colisión continental

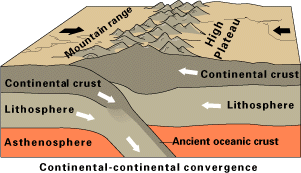
Esquema de una colisión tectónica entre dos continentes.

La colisión continental es un proceso de la tectónica de placas por el cual dos placas tectónicas continentales entran en contacto debido a las fuerzas tectónicas que las empujan. Generalmente las placas tectónicas constan de regiones oceánicas y continentales y la colisión continental ocurre cuando la parte oceánica de una placa ha subducido totalmente bajo la otra. La colisión continental puede entonces dar lugar a la subducción de un continente bajo otro, aunque la magnitud de este tipo de subducción (los kilómetros de placa subducida) no es comparable a la que ocurre en placas oceánicas. La colisión continental da lugar a orógenos mediante el apilamiento de material de la corteza terrestre, como en la mayor parte de la orogenia alpina, que formó los Pirineos, Alpes, Cárpatos, Zagros y el sistema de los Himalayas entre otros, se debe a la colisión entre África y Europa y entre India y Asia durante los últimos 60 millones de años. 
La colisión continental es un fenómeno que tiene lugar en periodos de tiempo del orden de decenas o centenares de millones de años. 
Este fenómeno solo ha sido observado en nuestro planeta. 
- Datos: Q2623458